# الوحدة الحمراء
الوحدة الحمراء (البشتوية: سره قطعه, رومنة: Sara kheta)، والمعروفة أيضًا باسم وحدة الدم، أو المجموعة الحمراء، أو مجموعة الخطر، أو وحدة القوات الخاصة لطالبان، هي وحدة عسكرية تابعة لجيش إمارة أفغانستان الإسلامية، ووصفتها بعض الروايات بأنها قوات عمليات خاصة أو قوات اصطدامية.

## التاريخ
شهدت الوحدة الحمراء أول انتشار عملي لها في سنجين

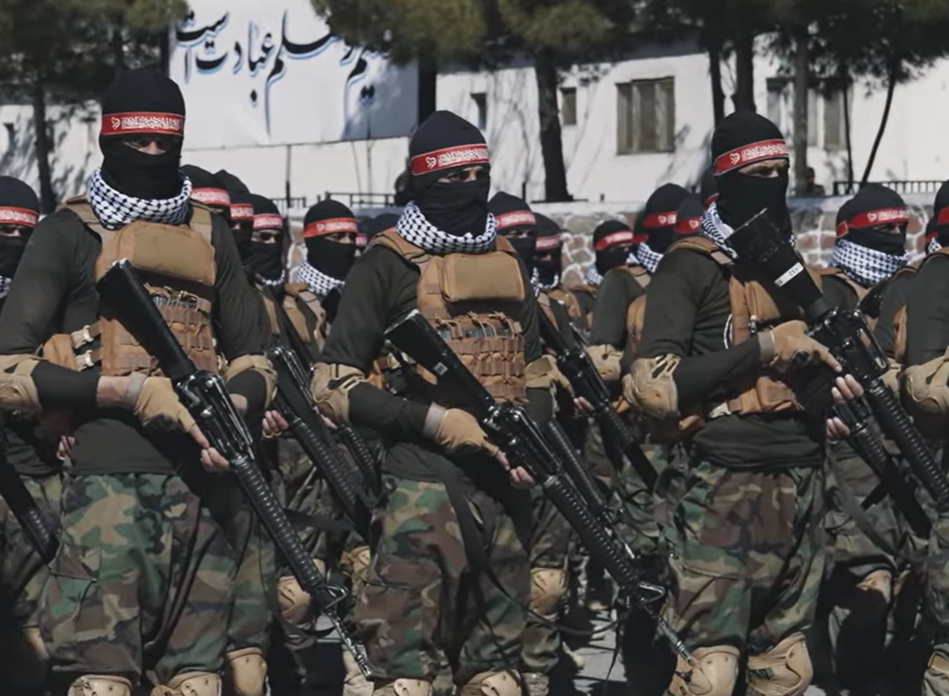
قوات الوحدة الحمراء يرتدون عصائب حمراء على جباههم.

في أوائل عام 2016. في صيف ذلك العام، أفاد متحدث باسم طالبان لوسائل الإعلام أن الوحدة الحمراء كان لها دور بارز باستمرار في العمليات ضد الجيش الوطني الأفغاني وكانت المناقشات جارية حول استخدامها لزيادة الانتشار العملياتي. وقد أكد مسؤولون إقليميون في هلمند على تقييم قوة الوحدة ووصفوها بأنها "خطيرة للغاية وناجحة للغاية". وفي وقت لاحق، بدأت الوحدة الحمراء العمل في جميع أنحاء أفغانستان واستخدمتها طالبان في المهام الأكثر أهمية وخطورة.
في يوليو 2018، لعبت الوحدة الحمراء دورًا مهمًا في معركة درزاب، والتي أسفرت عن انتصار كبير لطالبان على تنظيم الدولة الإسلامية في العراق والشام - ولاية خراسان. بحلول أواخر عام 2018، كان من المعروف أن الوحدة كانت الأكثر نشاطًا في ولاية قندوز، وولاية بغلان، وولاية فارياب، حيث ساعدت في التقدم الرئيسي لطالبان في هذه المناطق.
شاركت الوحدة الحمراء في هجوم طالبان عام 2021، وساعدت في الاستيلاء على قندوز من القوات الحكومية الأفغانية، وشاركت في معركة لشكر كاه التي قُتل خلالها أحد قادتها، مولوي مبارك، في غارة جوية.

## التكتيكات والمعدات
الوحدة الحمراء، التي بلغ عددها حوالي 300 بحلول عام 2016، تستخدم تكتيكات الكوماندوز ومجهزة بـ "أسلحة متقدمة"، بما في ذلك معدات الرؤية الليلية والرشاشات الثقيلة وبنادق M4. وقد شوهد الأعضاء أثناء التقاط الصور وهم يحملون أجهزة راديو Icom IC-V8 VHF. ومن المعروف أنهم ماهرون بشكل خاص في القتال الليلي، ويعتبرون مدربين ومجهزين بشكل أفضل من معظم جنود الجيش الوطني الأفغاني.
على الرغم من تسميتها عمومًا بقوات طالبان الخاصة أو الكوماندوز، فقد زعم المحللون أن الوحدة الحمراء ربما لم تكن تؤدي مهام العمليات الخاصة التقليدية، بل كانت تُستخدم بدلاً من ذلك كقوات اصطدامية أو قوات انتشار سريع. تتحرك الوحدة على دراجات نارية، وغالبًا ما تقوم بمداهمة المواقع المعزولة، وتدمير الدفاعات المحلية، ثم التراجع قبل أن تتمكن القوات الأخرى من الرد. غالبًا ما تقود الوحدة الحمراء هجمات طالبان، حيث أثبتت فعاليتها الكبيرة في القتال. ومع ذلك، فإن معداتها وتدريبها أقل من تلك التي تمتلكها القوات الخاصة الغربية  بحلول عام 2021، أصبحت الوحدة من بين وحدات طالبان الأكثر نخبة، إلى جانب كتيبة بدري 313.
ويختلف أعضاؤها في كثير من النواحي عن قوات طالبان النظامية. وعلى النقيض من طالبان، فإنهم لا يدينون بالولاء لعشائر أو قرى مختلفة، بل للحركة نفسها. كان أحد معسكرات تدريب الوحدة يسمى "فيلق طارق بن زياد العسكري" يقع في جبال ولاية بكتيكا.

## القيادة
كان أول قائد معروف للوحدة هو حاجي ناصر وفقًا لتقرير صادر عام 2016 عن صحيفة ميليتاري تايمز. في عام 2017 ذكرت هيئة الإذاعة البريطانية أن قائد الوحدة الحمراء هو ملا تقي. وأفادت المديرية الوطنية للأمن الأفغانية أن الملا تقي قُتل على يد قوات حلف شمال الأطلسي في أواخر نوفمبر/تشرين الثاني 2017. وخلفه ملا شاه والي (الملقب بـ"حاجي ناصر")، الذي قُتل في ديسمبر/كانون الأول 2017. وقُبض على مستشار ملا شاه والي، المجاهد الألماني عبد الودود، من قبل الجيش الأفغاني في مارس 2018. وفي 2020، كان أحد المدربين الرئيسيين للوحدة يُسمة "عمار بن ياسر" الذي وصفه إعلام طالبان بأنه "مجاهد المجاهدين".